# Неправильное начало
«Непра́вильное нача́ло» (Неправильный/некорректный дебют) — общее название редко встречающихся или теоретически мало исследованных шахматных дебютов. Из 20 возможных первых ходов белых 7 образуют «правильные начала» (1. c4; 1. d4; 1. e4; 1. f4; 1. g3; 1. b3; 1. Кf3), а оставшиеся 13 — «неправильные». При этом в современной турнирной практике «правильные начала» играются в 99,4 % случаев, а неправильные — менее чем в 0,6 %.
С развитием шахматной теории некоторые «неправильные начала» подверглись глубокому анализу и изучению, превратившись в «правильные» и во многом определяющие современный дебютный репертуар.
Из неправильных начал с перестановкой ходов может возникнуть одно из начал, широко применяющихся в современной шахматной практике, но более или менее квалифицированный соперник всегда будет стараться помешать этому, реализуя полученное преимущество.

## История термина
В начале 19 века термин "неправильное начало" использовался применительно к любому дебюту, отличному от 1.e4 e5 (Открытая игра) или 1. d4 d5 (Закрытая игра).
Одно из первых упоминаний о «неправильных началах» в шахматной литературе было сделано Уильямом Льюисом  в его работе 1832 года «Second Series of Lessons on the Game of Chess». Льюис выделил следующие дебюты: «Дебют слона» (1.e4 e5 2.Bc4), «Дебют королевского коня» (1.e4 e5 2.Nf3), «Атака МакЛеода» (1.e4 e5 2.c3). ), «Королевский гамбит» (1.e4 e5 2.f4), «Ферзевый гамбит» (1.d4 d5 2.c4) и «Неправильные дебюты» (все остальные дебюты). Льюис отмечает, что "неправильные начала" «разыгрываются редко, потому что они, как правило, скучны и неинтересны». Среди "неправильных" дебютов, которые он анализирует - французская защита и английское начало (оба теперь считаются корректными), дебют Берда и несколько вариантов 1.d4 d5 без ферзевого гамбита. Льюис не дает названий этим дебютам.
Карл Яниш, который был одним из первых амбассадоров французской и сицилианской защиты, подверг сомнению использование термина «неправильный», заявив, что дебюты скорее следует классифицировать как «корректные» и «некорректные» или «рискованные».
В книге «Справочник игрока» (1847 г.), которая в течение многих лет была стандартным справочником по игре в шахматы, Говард Стаутон принял общую классификационную систему Льюиса, молчаливо признавая при этом возражения Яниша. Он писал: «Те методы начала игры, в которых первый или второй игрок делает ход, отличный от (1.e4 e5 или 1.d4 d5), обычно обозначаются как «неправильные». Не соглашаясь с уместностью этого различия, я подумал желательно, ради наглядности, принять общую и хорошо известную классификацию, а не распределять эти своеобразные дебюты по отдельным и менее знакомым главам». Под этим заголовком Стаутон рассматривает французскую защиту, сицилианскую защиту, скандинавскую защиту, защиту Оуэна, голландскую защиту, защиту Бенони, дебют Бёрда и английское начало. 

## Стратегические нюансы
Неправильные дебюты обычно считаются несколько слабее стандартных, при условии, что оба игрока играют «идеально». Однако одним из элементов, который объединяет многие нестандартные дебюты в положительном ключе, является то, что многие игроки не знают их теории. Таким образом, они могут быть полезным инструментом, если разыгрывать их намеренно, подобно шахматным ловушкам, чтобы сбить другого игрока с предпочитаемых и изученных им дебютов, к которым он готовился и играл много раз, и заставить игру пойти незнакомому для соперника пути. Это преимущество может компенсировать теоретическую слабость; даже если другой игрок избегает каких-либо прямых ошибок, он может быть вынужден потратить время на поиск правильного хода посредством личного анализа, а не мгновенно узнавать «правильный» ответ из заученной дебютной книги. Точно так же такие стратегии могут быть эффективны против старых и более слабых компьютерных шахматных программ 1980-х и 1990-х годов: шахматная программа, которая в значительной степени полагалась на заученные дебютные книги из партий лучших игроков, могла быть быстро брошена на произвол судьбы из-за казалось бы "неправильного" дебюта и вынуждена рассчитывать ходы самостоятельно. Однако такая тактика уже не работает на современных шахматных программах, которые значительно сильнее.

## Варианты неправильных начал
- 1. а3 — дебют Андерсена.
- 1. a4 — дебют Уэра.
- 1. b4 — дебют Сокольского.
- 1. c3 — сарагосское начало.
- 1. d3 — дебют Мизеса.
- 1. е3 — дебют ван Круйса.
- 1. f3 — дебют Гедульта.
- 1. g4 — атака Гроба.
- 1. h3 — дебют Клеменца.
- 1. h4 — дебют Депре.
- 1. Кс3 — дебют Данста.
- 1. Ка3 — атака Дёркина.
- 1. Кһ3 — дебют Амара.
- 1. b2 — b3, e7 — e5. Такое начало встретилось в поединке Ларсена со Спасским в Белграде 31 марта 1970 года во время «Матча века».

Неправильные начала могут разыгрывать и чёрные в ответ на первые «правильные» ходы белых. При этом такая партия будет классифицироваться по первому ходу белых, а не по неправильному ответу чёрных. Например, партия 1.e4 a6 классифицируется как дебют королевской пешки (B00).